# Бернадский, Эдуард Николаевич
Эдуард Николаевич Берна́дский (15 сентября 1942 — 7 января 2014, Москва, Российская Федерация) — советский и российский цирковой артист. Народный артист Российской Федерации (1994).

## Биография
Окончил Государственное училище циркового и эстрадного искусства (1965), ГИТИС (1974). Его отец, Николай Андреевич Бернадский (1898—1964), был цирковым атлетом, его отчим — турнист Г. Бенесон — был его первым учителем.
Дебютировал с номером «Эквилибр с кольцом» (режиссёр Г. Аркатов). Из наиболее сложных трюков: балансирование верхнего исполнителя на кольце в положении копфштейн, сальто-мортале с трамплина через вращающееся кольцо, переброска кольца с артисткой от одного партнёра к другому.
Уйдя с манежа, он стал актёром и ведущим спектаклей единственного в мире театра зверей дедушки Дурова.
Похоронен в Москве в колумбарии Ваганьковского кладбища.

## Награды и премии
- Премия Ленинского комсомола (1978) — за большие достижения в области оригинального жанра циркового искусства
- Заслуженный артист РСФСР (1985)
- Народный артист Российской Федерации (14 марта 1994 года) — за большие заслуги в области циркового искусства[2]
- Медаль ордена «За заслуги перед Отечеством» II степени (19 декабря 2002 года) — за многолетнюю плодотворную деятельность в области культуры и искусства[3]